# Alcon
Alcon AG er en schweizisk multinational eye-care virksomhed med hovedkvarter i Geneve. Produkterne omfatter forskellige produkter til operationer samt kontaktlinser. Alcon var et datterselskab til Novartis indtil 9. april 2019, hvor der blev foretaget et spin-off af deres eye-care-division.